# Leo da Vinci: Missió Mona Lisa
Leo da Vinci: Missió Mona Lisa (italià: Leo da Vinci - Missione Monna Lisa) és una pel·lícula d'aventures animada per ordinador en 3D italopolonesa del 2018 dirigida per Sergio Manfio. S'ha doblat al català.

## Premissa
La pel·lícula segueix un jove Leonardo da Vinci de ficció, que s'endinsa en una aventura al costat de tres amics per trobar un tresor enfonsat per salvar la Lisa de la fallida i d'un matrimoni forçat.

## Estrena i rebuda
Leo da Vinci: Missió Mona Lisa es va estrenar als cinemes d'Itàlia l'11 de gener de 2018. Va tenir una recaptació bruta mundial de 2.594.932 dòlars.
La pel·lícula va rebre crítiques generalment negatives, i a l'agregador de ressenyes Rotten Tomatoes la pel·lícula té un índex d'aprovació del 43% basat en set ressenyes, cosa que indica una puntuació dolenta.